# Предувавање
Предувавање је врло значајан поступак у извођачкој техници дувачких инструмената, којим се проширује распон изводљивих тонова, помоћу промене у начину дувања. Појачаним и заоштреним ваздушним млазом и другачијом напетошћи усана, свирач постиже да ваздушни стуб у цеви трепери неком од виших фреквенција из аликвотног низа, дајући и одговарајући, виши тон. Дрвени дувачки инструменти на овај начин користе углавном два-три најнижа аликвота, док се на лименим извлачи, при истој дужини ваздушног стуба, цео низ - нпр. на хорни и до 16., па изузетно и даљег тона - што чини посебно осетљив елемент њихове извођачке технике.